# Marco Corner (vescovo)
Marco Corner (Venezia, 1557 – 11 giugno 1625) è stato un vescovo cattolico italiano.

## Biografia
Nacque a Venezia nel 1557 da un nobile casato veneziano.
Il 12 dicembre 1594 papa Clemente VIII lo nominò vescovo di Padova. Ricevette la consacrazione episcopale il 21 dicembre successivo nella basilica di San Silvestro al Quirinale dalle mani del cardinale Agostino Valier, vescovo di Verona, co-consacranti i vescovi Francesco Corner (poi cardinale), vescovo di Treviso, e Antonio Grimani (poi patriarca), vescovo di Torcello.
Durante il suo episcopato sostenne finanziariamente i compositori di musica sacra e ne promosse la produzione. Tra i frutti principali di questo mecenatismo si annovera la  pratica devozionale delle Quarant'ore, che fu introdotta dallo stesso vescovo e divenne una sorta di "teatro sacro", tenuto annualmente durante gli ultimi giorni del Carnevale.
Morì nel 1625.

## Genealogia episcopale e successione apostolica
La genealogia episcopale è:
- Cardinale Agostino Valier
- Vescovo Marco Corner

La successione apostolica è:
- Vescovo Ubertino Papafava (1623)